# Storia dell'integrazione europea
La storia dell'integrazione europea è la disciplina che si occupa dello studio delle istituzioni e delle organizzazioni europee.
Tale integrazione, cominciata nel 1948 con il Trattato di Bruxelles, è stata caratterizzata da diversi trattati ulteriori e da molti referendum. L'originale nucleo di paesi (composto da Francia, Regno Unito e Benelux) si è poi espanso a formare la Comunità economica europea (o CEE) nel 1957, evolvendo nello Spazio economico europeo (SEE) nel 1992, a sua volta formato dall'Unione europea (UE) e dall'Associazione europea di libero scambio (AELS/EFTA).

## L'idea di Europa
In origine con Europa i Greci intesero indicare la parte occidentale del mondo da loro conosciuto, opponendola all'Oriente, e indicando come differenza la libertà, che in Oriente (ovvero in Persia o in India) non c'era, mentre era un fattore fondamentale della vita associativa in Grecia.
Fu questa, bene o male, oltre a una caratterizzazione puramente geografica in termini di regione occidentale, l'idea di Europa che ebbero i Romani, benché essi tendessero a un dominio universale, nel quale l'Europa doveva essere solo una parte, per quanto importante. Roma ebbe comunque il ruolo storico decisivo di fondere, grazie al suo impero, la cultura greca e la propria in un'unica cultura classica ponendo così le basi per una comune identità continentale.
L'altro, fondamentale apporto alla costituzione di una identità comune europea fu il Cristianesimo, che, unito alla cultura classica, costituisce una delle due anime che la sostanziano.
Nel Medioevo, una prima unità europea si formò nel segno di entrambe queste radici: il Sacro Romano Impero fu portatore di un nuovo slancio allo studio della cultura classica.
Con il suo scioglimento, e con la fine dell'Impero romano d'Oriente, la cui caduta per mano dell'Impero ottomano separò gran parte dell'Europa orientale da quella settentrionale, l'Europa dovette però poi attendere diversi secoli prima di poter nuovamente ripensarsi in termini unitari.
Nel corso della sua storia successiva l'Europa vide infatti come elemento chiave il nazionalismo, bilanciato da un equilibrio fra gli Stati.

## L'Europa come risposta
Con la fine del primo conflitto mondiale comincia a farsi strada l'idea di un'Europa unita che non sia limitata solo a "elevati" contenuti spirituali e confinata agli scritti di figure culturali altissime per levatura morale e culturale: l'"Europa" comincia a essere sentita come una necessità da élite dirigenti e intellettuali come il mezzo migliore per evitare che la catastrofe della guerra si ripeta.
Il Patto di Locarno e il patto Briand-Kellog sembrano allontanare la minaccia di un conflitto sul continente: Aristide Briand, ministro degli esteri francese, tiene anche un famoso discorso alla Società delle Nazioni in cui prospetta l'unità dell'Europa in modo alquanto incongruente ma efficace; si istituisce una commissione per lo studio di tale possibilità.
Pochi giorni dopo, il 24 ottobre 1929, crolla la borsa di Wall Street. La crisi economica che segue il crollo è di grande importanza per le conseguenze che avrà sull'Europa. La crisi interrompe l'integrazione dei mercati e spinge i paesi verso il nazionalismo economico. Successivamente, la crisi politica verificatasi porta al secondo conflitto mondiale.
I movimenti di Resistenza antifascista, nel loro complesso, non portano particolari contributi alla strada che porterà all'Unione:
- la maggior parte degli ex partigiani, finita la guerra, entra a far parte dei partiti di massa del proprio paese, e tali partiti sono poco propensi a impegnare gli stati nella costruzione di un'Europa unita; i problemi economici appaiono in quel momento ben più pressanti;
- la maggior parte dei movimenti di resistenza è apertamente nazionalista, spesso anche quelli di ideologia marxista-leninista lo sono.

Un'eccezione di rilievo è costituita dal Partito d'Azione italiano, che già durante la clandestinità e la guerra si configura come un partito fortemente europeista, e che in alcuni studi fatti durante questo periodo sulla futura costituzione italiana pone come elemento di base una sovranità che non solo possa essere limitata dalle istituzioni comunitarie, ma che debba anzi strutturarsi proprio alla luce di questo obiettivo. Il Manifesto di Ventotene, di cui sono autori Altiero Spinelli, Ernesto Rossi, Eugenio Colorni, delinea un'Unione europea come risultato di una grande rivoluzione politica che deve portare a un nuovo patto sociale, a una nuova democrazia e alla fine dello Stato-Nazione. Questa visione così rivoluzionaria sarà causa sia del grande fascino che l'idea eserciterà sulle élite intellettuali, sia dei suoi limiti pratici.

## Dopoguerra e problemi industriali

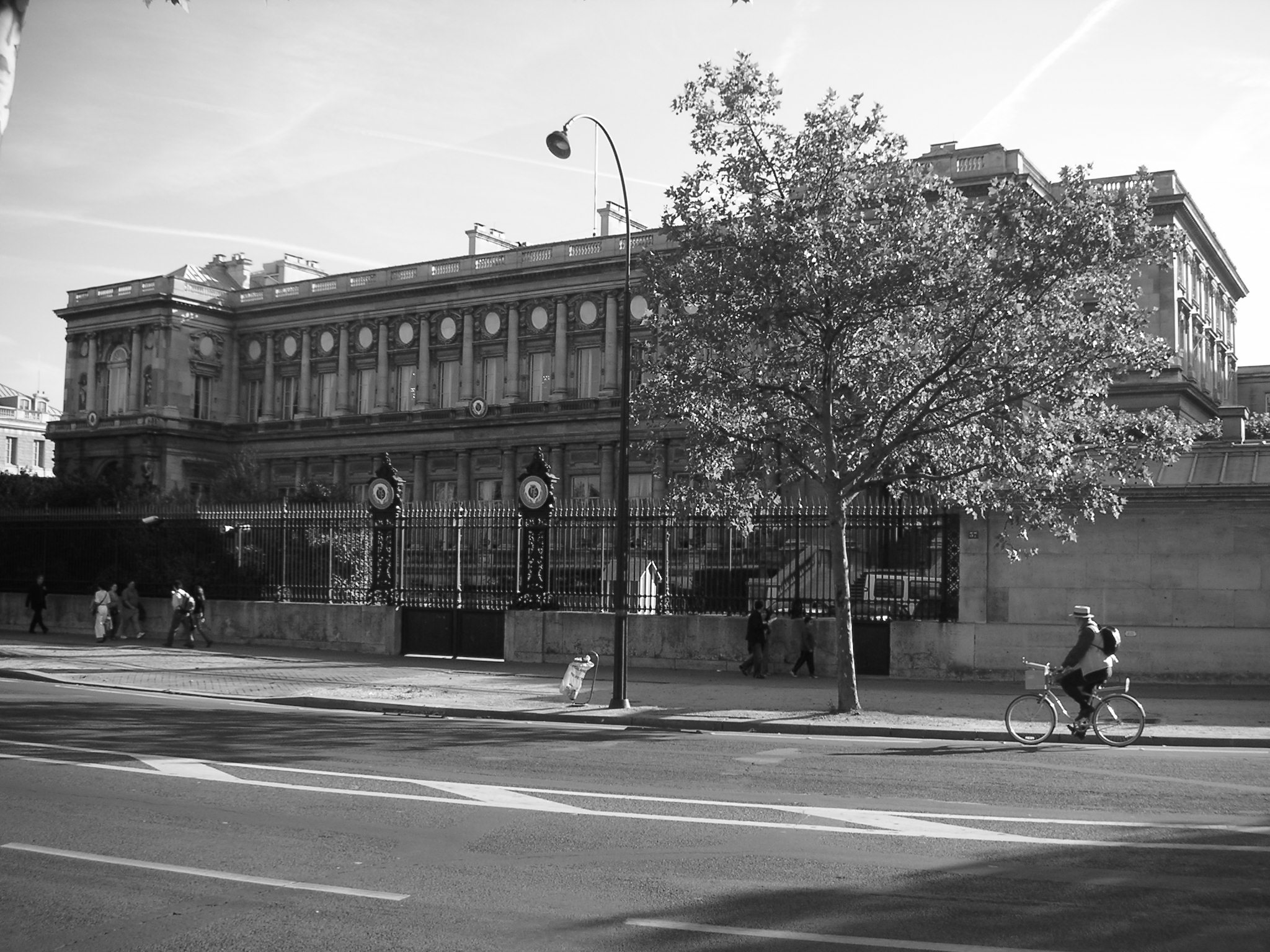
Il palazzo del Quai d'Orsay, a Parigi, dove Schuman tenne la sua dichiarazione.

La fine della guerra lascia un'Europa divisa, immiserita dalle vaste distruzioni provocate dal conflitto, e sulla quale pende l'ombra di un possibile e futuro scontro tra i paesi capitalisti e l'Unione Sovietica, che non ha smobilitato le sue forze armate e mantiene una forte guarnigione in Germania. La conferenza di Potsdam, per di più, si risolve con degli accordi complessi e impraticabili sulla gestione dell'economia tedesca, l'occupazione del paese e le riparazioni, indicativi di conflitti ormai aperti (e difficilmente sanabili) fra i vincitori della guerra.
Winston Churchill in due discorsi, il primo del marzo del 1946 nello Stato del Missouri e il secondo di settembre 1946 a Zurigo, sottolinea come l'Europa abbia bisogno di unirsi contro la minaccia sovietica e, intendendo rilanciare il movimento, fonda lo "United Europe Movement" il quale, insieme ad altri movimenti simili, partecipa a un comitato internazionale che si riunisce all'Aja nel maggio del 1948. Il congresso dell'Aja manifesta le distanze tra i federalisti, che chiedono che sia istituita una costituente europea eletta direttamente dai cittadini, e gli unionisti, che preferirebbero un'assemblea, nominata dai parlamenti nazionali, per indicare la strada più convincente per operare un'integrazione graduale del continente.
Gli stessi federalisti sono al loro interno divisi sulla sorte da riservare agli stati nazionali: parti della federazione oppure regionalizzati? È presente poi una prevedibile divisione sulle questioni di politica economica. In ogni caso, e anche a causa dello scarso interesse manifestato dalla delegazione britannica, dalla conferenza dell'Aja uscirà una delegazione francese sempre più decisa a portare avanti per suo conto un programma europeista.
I primi passi dell'integrazione europea, comunque si basano su un metodo tradizionale di cooperazione intergovernativa tra gli Stati membri, che collaborano tra loro come soggetti sovrani. Le caratteristiche principali di questo metodo sono:
- la presenza negli organismi di collaborazione di rappresentanti degli stati, che agiscono in nome e per conto di una data nazione, in base a direttive da questa impartite;
- la prevalenza del principio di unanimità;
- l'assenza quasi totale del potere di adottare atti vincolanti.

Questo metodo viene adottato in varie iniziative, spesso a carattere regionale fra due o più membri, le più importanti delle quali sono a carattere militare.

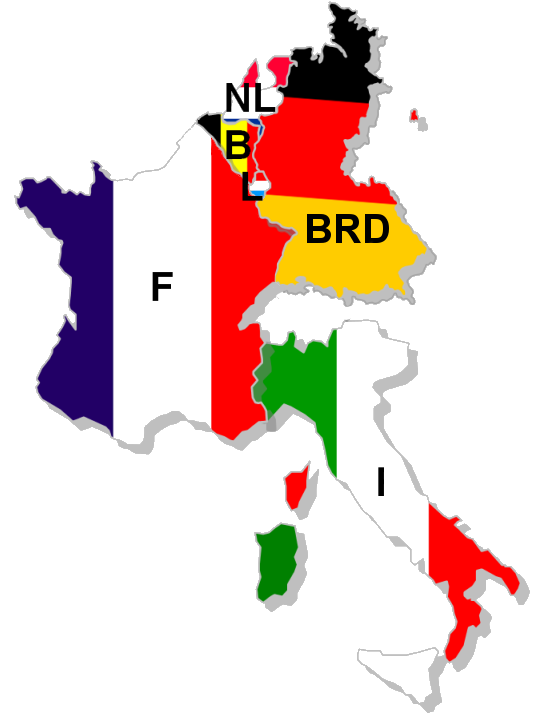
I Paesi membri della Comunità europea del carbone e dell'acciaio.

Il 17 marzo 1948 nasce la UEO (Unione dell'Europa Occidentale), fondata col Trattato di Bruxelles (aggiornato poi con gli Accordi di Parigi del 23 ottobre 1954), alla quale aderiscono come membri pieni nell'arco degli anni Belgio, Francia, Germania, Grecia, Italia, Lussemburgo, Paesi Bassi, Portogallo, Spagna e Regno Unito, mentre altre nazioni partecipano all'organizzazione come osservatori o come membri associati, per un totale di 28 paesi coinvolti.
Il 5 maggio 1949 sorge un'organizzazione importante: il Consiglio d'Europa, con finalità puramente consultive, è infatti un Comitato dei Ministri ad avere il potere esecutivo.
Il 5 giugno 1947 venne lanciata l'idea del piano Marshall, o ERP, programma di aiuti economici e finanziari all'Europa – pilastro economico della politica americana anticomunista – che venne approvato dal congresso degli Stati Uniti nel 1948; nello stesso anno veniva creata l'OECE (Organizzazione europea di cooperazione economica), istituzione destinata a coordinare la ricostruzione dell'economia europea e lo sfruttamento dei fondi ottenuti tramite il piano; di fronte all'OECE era responsabile l'ECA, l'ente che gestiva direttamente i fondi. L'OECE sarà sostanzialmente un fallimento, a causa anche del disinteresse britannico, e diventerà una sorta di organo consultivo utile solo per la reciproca informazione. Il piano Marshall, per quanto sia riuscito a rimettere in sesto le economie del continente, fallirà l'obiettivo dell'integrazione; otterrà però la liberalizzazione delle economie europee.
Molto diversa è la situazione dal punto di vista della situazione militare. Le questioni di difesa sono legate principalmente all'impegno britannico sul piano diplomatico (impegno non proprio disinteressato: gli Stati Uniti d'America si erano rifiutati di fornire armi alla Gran Bretagna, se non all'interno di una struttura di difesa integrata su scala europea): inizialmente si estese il trattato di Dunkerque (1947, fra Francia e Gran Bretagna) ai paesi del Benelux, con il Trattato di Bruxelles. I paesi aderenti si impegnavano a sostenersi in maniera diretta in caso di aggressione esterna. Nel 1949 gli aderenti al patto erano già 12, compresa l'Italia; nel frattempo l'automatismo dell'intervento era però venuto a cadere.
Diversa la sorte delle istituzioni create su ispirazione della Francia. La prima delle istituzioni europee, costituita secondo una logica "funzionalista" (costruire l'unione europea attraverso un'integrazione graduale per settori chiave) fu la Comunità europea del carbone e dell'acciaio (CECA). Ideata da Jean Monnet, la CECA (prevista dal cosiddetto piano Schuman, dal nome del ministro degli esteri francese Robert Schuman che la propose al consiglio d'Europa dopo l'ideazione dello stesso Monnet) aveva come funzione primaria quella di risolvere il maggior motivo d'attrito presente sul suolo europeo occidentale: il carbone tedesco. Jean Monnet, infatti, aveva pensato che il primo passo del metodo funzionalista per la futura unificazione federale europea dovesse essere la soluzione della spinosa questione della concorrenza nella produzione dell'acciaio, materiale all'epoca strategico per ogni potenza, che la Germania produceva a costi molto ridotti grazie alle vaste disponibilità di carbone fossile della regione della Ruhr. Il piano Schuman risolveva il problema con la messa in comune di queste risorse e inoltre aveva il vantaggio, per la Germania, di riportare il paese nel giro diplomatico delle grandi potenze. All'istituzione della CECA parteciparono il Benelux, la Germania, la Francia e l'Italia, dando vita a una struttura composta da un'assemblea di controllo di fronte alla quale rispondeva un'Alta Autorità con funzioni esecutive, ma indipendente dagli Stati membri, un comitato dei ministri come raccordo politico con gli stati membri, e una Corte di giustizia per risolvere le controversie. Il trattato istitutivo venne ratificato nel 1951. La CECA fu un vero successo, politico ed economico.
È utile riportarne l'Articolo 2 al fine di rilevare gli obiettivi che venivano proposti:

"La Comunità europea del carbone e dell'acciaio ha la missione di contribuire, in armonia con l'economia generale degli Stati membri e in virtù dell'instaurazione d'un mercato comune alle condizioni definite all'articolo 4, all'espansione economica, all'incremento dell'occupazione e al miglioramento del tenore di vita negli Stati membri.
La Comunità deve attuare la costituzione progressiva di condizioni che assicurino per sé stesse la distribuzione più razionale della produzione al più alto livello di produttività, insieme tutelando la continuità dell'occupazione ed evitando di provocare, nelle economie degli Stati membri, turbamenti fondamentali e persistenti".

### Disastro militare
Le prime idee per la costruzione di un esercito europeo – o per lo meno per l'istituzione di un coordinamento sulla produzione degli armamenti – risalgono a una nota del governo italiano (ministro degli esteri Carlo Sforza) del maggio del 1950. La reazione degli Stati Uniti manifestò un palese disinteresse verso una politica militare di questo genere, che poteva portare l'Europa lontano dalla NATO e quindi fuori dal controllo della Casa Bianca.
Lo scoppio, di lì a breve, della guerra di Corea, cambierà la situazione di partenza: la possibilità che quella guerra fosse solo una manovra preliminare all'invasione sovietica dell'Europa riporta alla ribalta il problema della Germania. Era infatti assodato che la difesa dell'Europa non poteva essere condotta con ragionevoli possibilità di successo senza la partecipazione di un esercito tedesco. Il Consiglio d'Europa, da Strasburgo, votò una mozione a favore della costituzione di un esercito europeo. La NATO, nello stesso periodo, spostò la linea da difendere fino all'Elba, rendendo così indispensabile la partecipazione della Germania all'eventuale conflitto.
La Francia, visto il successo della CECA e che al riarmo della Germania, proprio in sede atlantica, si era opposta in modo oltremodo netto e secco per bocca del ministro Schuman, si trovò ad aver bisogno di una sua proposta da portare avanti onde evitare l'isolamento diplomatico. Per raggiungere questo fine venne ideato da Monnet (e poi presentato da René Pleven, primo ministro, e quindi detto piano Pleven) un esercito europeo, da comporsi di 6 divisioni, sotto il comando della NATO e gestito da un ministro della Difesa Europeo, con annesse istituzioni (sostanzialmente ricalcanti quelle della CECA). Questo piano doveva avere la funzione di non ostacolare la formazione di un esercito europeo e nel contempo di evitare un riarmo tedesco che i francesi non avrebbero accettato: tutte le nazioni partecipanti avrebbero “devoluto” una divisione all'esercito europeo, mantenendo un esercito nazionale, salvo la Germania, che avrebbe dovuto armare solo la divisione dell'esercito integrato.
La discussione di questo piano si trascinò senza risultati rilevanti per parecchio tempo, finché Monnet e Eisenhower, con il loro accordo, non convinsero De Gasperi a partecipare con maggiore impegno. La proposta del governo italiano, influenzata pesantemente dalle idee di Spinelli (in quel momento vicino a de Gasperi), chiedeva di istituire un'assemblea per la gestione dell'esercito integrato, la quale (secondo l'articolo 38 dello statuto) avrebbe anche dovuto occuparsi di studiare la costituzione di un organo rappresentativo democratico e i poteri da conferirgli.
La proposta italiana non sortì grandi effetti, soprattutto per i dissidi franco-tedeschi, che poterono essere risolti solo dall'ultimatum americano, il quale minacciava di armare un esercito tedesco se non si fosse firmato al più presto il patto istitutivo della CED, la Comunità Europea di Difesa. Il patto venne firmato e i vincitori restituirono alla Germania la piena sovranità nazionale – era il 1952. Nel frattempo veniva approvata da tutti i partecipanti l'istituzione della CECA e per cavalcare l'onda di questo successo si delegarono all'assemblea di questa (piuttosto che a quella della futura CED) i compiti di cui all'articolo 38 dello statuto della CED.
Rapidamente venne redatto dall'Assemblea della CECA lo statuto della CPE, Comunità politica europea, vero e proprio embrione di una costituzione federale. Ma la CPE non verrà mai istituita: i governi impegnati nella faccenda non potranno farlo, in quanto vincolati all'accettazione, da parte dei rispettivi parlamenti, del trattato sulla CED. Francia e Italia non approveranno tale trattato: l'Italia rimanderà la presentazione al parlamento fino alla decisione francese, e quella francese sarà negativa (mediante un espediente procedurale).
Tra le cause della mancata approvazione vi è sicuramente la morte di Stalin, che attenua il conflitto fra URSS e occidente capitalista; importantissima parte nella questione ebbero poi i problemi interni della Francia: la guerra in Indocina (che stava andando malissimo) e l'impossibilità, per i nazionalisti interni, di accettare il riarmo tedesco. A poco giovarono le brusche pressioni del segretario di stato americano, John Foster Dulles, che aveva sostituito il più diplomatico Dean Acheson. Il governo radicale e socialista di Pierre Mendès-France, che risolse il problema dell'Indocina, provò in seguito a ottenere delle modifiche allo statuto, ma senza successo.

## La Comunità Economica europea
Sebbene il metodo della cooperazione intergovernativa avesse contribuito notevolmente in termini di risultati in campo militare, economico e politico, aveva mostrato aspetti di debolezza non indifferenti, primo fra tutti il consenso unanime. Ci furono vari fallimenti, come quello sulla CED poc'anzi evidenziato.
È da queste premesse che parte un processo, incominciato da alcuni Stati membri, che superi i limiti del precedente metodo e passi a un successivo stadio di cooperazione innovativa, una cooperazione comunitaria.
I principali aspetti di questo metodo sono:
- Prevalenza di organi di individui: i soggetti che fanno parte dell'istituzione rappresentano se stessi e sono indipendenti dallo Stato di provenienza.
- Adozione del principio maggioritario: viene ridimensionato il principio dell'unanimità, uno dei principali ostacoli in passato, e si adotta un principio di maggioranza, anche se il più delle volte qualificata.
- Potere di adottare atti vincolanti.
- Creazione di un sistema di controllo giurisdizionale di legittimità e obbligo di sottoporre gli atti delle istituzioni a esso.

Un primo rimedio al catastrofico fallimento dell'iniziativa sulla CED fu l'UEO, ottenuta riutilizzando il patto di Bruxelles includendovi Italia e Germania, la quale riacquistava la sovranità, requisito essenziale per entrare nella NATO; inoltre la Gran Bretagna tornava a giocare un ruolo sul continente e si impegnava a mantenere reparti sul territorio tedesco.
La partecipazione britannica agli affari europei andava però esaurendosi, come poteva ben vedere Monnet, che non era riuscito a far accettare la CECA alla Gran Bretagna. Tornò quindi a lavorare su un'Europa "a sei", cercando di utilizzare il problema dell'energia atomica come motivo aggregante: in un'Europa a rapido sviluppo economico sarebbe stato essenziale assicurare vaste forniture d'energia. La proposta di Monnet andò a unirsi agli studi del ministro degli esteri belga Paul-Henri Spaak su un mercato comune. I Trattati di Roma, istitutivi della CEE (Comunità economica europea) e dell'EURATOM, saranno firmati appunto a Roma nel 1957. Verranno istituiti:
- un consiglio dei ministri, con funzioni distinte per CEE, CECA ed EURATOM (la CECA verrà progressivamente assorbita dalla CEE);
- tre Commissioni esecutive per le tre istituzioni;
- un'assemblea comune con facoltà di censurare le decisioni della commissione con un voto di maggioranza (maggioranza fissata in 2/3);
- una corte di giustizia.

Venivano inoltre istituiti altri enti, come la Banca europea, il Comitato economico sociale e il Fondo sociale europeo.
La Comunità aveva un'architettura istituzionale accuratamente progettata al fine che non fosse dotata di poteri effettivamente sovranazionali: l'esecuzione del programma e il raggiungimento delle tappe erano subordinati all'azione dei singoli governi perché la commissione non aveva un vero e proprio potere esecutivo; il potere era in realtà affidato a un consiglio dei ministri che non soggiaceva all'autorità dell'assemblea, la quale – come se non bastasse – era costituita da membri non eletti bensì nominati dai vari parlamenti nazionali.
L'approvazione dei due trattati, come sempre, è indissolubilmente legata all'atteggiamento francese. Inizialmente i Francesi si dimostrarono interessati all'EURATOM (per questioni sia militari sia economiche) e non alla CEE. La crisi di Suez e il fallimentare intervento militare franco-britannico portarono il governo francese a puntare sulla CEE come strumento di rivalsa. La crisi di Suez sarà anche uno dei motivi principali di caduta della Quarta Repubblica, determinando anche la fine del trattato segreto di collaborazione militare tra Francia e Germania per armi atomiche – un motivo in più per sveltire l'approvazione dei trattati sull'EURATOM e la CEE.
L'Italia affronterà la questione dei trattati in maniera molto superficiale, palesando impreparazione politica, oltre che l'arretratezza storica in campo finanziario ed economico.
La CEE, nonostante la delusione di Spinelli che ne criticava gli aspetti già evidenziati di carenza di poteri e di una propria potestà impositiva e fiscale, costruirà dei solidi legami economici fra i paesi membri, e il modello, alla fine, si dimostrerà vincente.

## L'irruzione in scena di De Gaulle

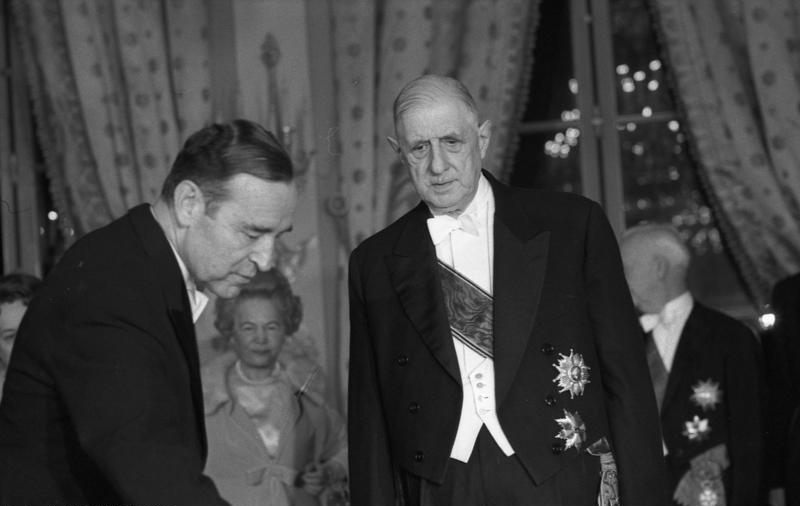
Charles De Gaulle presidente della Quinta Repubblica francese.

Il generale Charles de Gaulle ritorna sulla scena politica francese nel 1958, come premier, e alla fine del 1959 come capo dello Stato: la Quarta Repubblica è crollata sotto il peso del fallimento di Suez e della repressione del nazionalismo algerino – la Quinta Repubblica è ancora instabile e incerta, rischia la guerra civile e l'insurrezione dei militari più oltranzisti. Il generale non sente di far parte dell'ordine bipolare e desidera rilanciare il ruolo diplomatico e militare di una Francia in palese declino, e doterà il paese di un deterrente atomico.
Contemporaneamente diventava primo ministro a Londra il conservatore Harold Macmillan, il quale, rendendosi conto che la Gran Bretagna non era più una potenza mondiale, ma solo una potenza regionale, e per di più in difficoltà economica, dovrà rinunciare ben presto ai suoi tentativi di "neutralizzare" la CEE, che si prospettava sempre più come un gigante commerciale e produttivo. Tra i suoi tentativi rimane l'EFTA (Associazione europea di libero scambio), che comprendeva la Gran Bretagna e alcuni paesi minori.
Nel 1961 veniva eletto presidente degli Stati Uniti d'America John Kennedy, il quale rilanciava una politica "imperiale" nel tentativo di imbrigliare le nascenti istituzioni europee sotto la leadership americana, per far sì che gli Stati Uniti recuperassero anche i loro storici vantaggi commerciali. Si recherà anche a Parigi nel tentativo – infruttuoso, nonostante la lunga e accurata preparazione – di dissuadere de Gaulle dal continuare i programmi di armamento atomico. E intanto la Gran Bretagna, costretta da una grave crisi finanziaria, si candiderà per l'ingresso nella CEE – ingresso ovviamente problematico, a causa dei rapporti particolari con i paesi del Commonwealth (come regolarsi con la tariffa esterna comune dei paesi CEE?) e delle politiche agricole specifiche alle quali Londra non intendeva rinunciare. La candidatura di Londra era comunque appoggiata da Italia e Benelux, che desideravano un alleato per controbilanciare il peso crescente dell'asse Bonn-Parigi, alla cui creazione De Gaulle impegnava infinite risorse diplomatiche.
In questo contesto nascevano i primi tentativi di riforma delle istituzioni comunitarie, il cui studio era affidato alla "Commissione Fouchet": al problema dell'ingresso della Gran Bretagna si sommava quello della politica agricola comune, futuro tasto dolente di politica economica.
La politica agricola comunitaria rappresentava senza dubbio un passaggio importante nei trattati di Roma del 1957, ma da questi non veniva definita con sufficiente chiarezza. Il fine ultimo di questa politica doveva essere quello di ottenere contemporaneamente prezzi sufficientemente bassi per i consumatori e redditi sufficientemente alti per i coltivatori; fu la seconda istanza a essere tutelata meglio, soprattutto per l'impegno francese, dovuto all'alta percentuale di popolazione del paese impegnata nel settore agrario. La politica agricola comune divenne una serie di procedure piuttosto complesse che parte con la definizione, ogni anno, del prezzo comunitario per i beni agricoli. Tutti i beni agricoli invenduti vengono acquistati dalla CEE, la quale rimborsa gli esportatori se il prezzo del mercato mondiale è più basso di quello della CEE; forti dazi doganali proteggevano i produttori interni. Non era proprio un bell'esempio di libero mercato.
Lo Studio della commissione ad hoc ottenne come risultato il cosiddetto "Fouchet I", un piano di stampo tradizionale (assemblea parlamentare, commissione esecutiva, consiglio dei ministri). Ma fu rapidamente sostituito dal "Fouchet II" che estendeva il potere di queste istituzioni alle decisioni economiche: la possibilità di vedere in pericolo la CEE e la CECA, oltre che la politica difensiva della NATO, portarono tutti i paesi a rigettare questo “patto di consultazione”. Il generale de Gaulle attribuì questo rifiuto all'azione diplomatica di Macmillan; e per rappresaglia, nel 1963, poneva il veto francese all'ingresso della Gran Bretagna nella CEE.
La politica europea del generale continuerà a essere improntata al più rigoroso anti-atlantismo, e finirà per rendere inutile il patto di consultazione franco-tedesco del 1963 fino alla fine della sua presidenza. Solo le consultazioni fra i funzionari francesi e tedeschi della commissione (su singole questioni comunitarie) eviteranno il fermarsi dei lavori. Anzi, in questa fase la CEE compie qualche progresso, convincendo Walter Hallstein, presidente della commissione, ad avanzare delle proposte innovative: la più importante è una sorta di cassa comune della CEE, embrione di autonomia fiscale, da ottenersi mediante i proventi dei diritti doganali. Per il generale questo è troppo sovranazionale – ritira i suoi rappresentanti dalla commissione e dal consiglio dei ministri, bloccando di fatto molte decisioni (crisi della sedia vuota). Il loro ritorno, l'anno successivo, sarà ottenuto concedendo alla Francia, con il Compromesso di Lussemburgo, di rimandare "sine die" l'applicazione delle procedure con voto di maggioranza.

### I problemi degli anni settanta

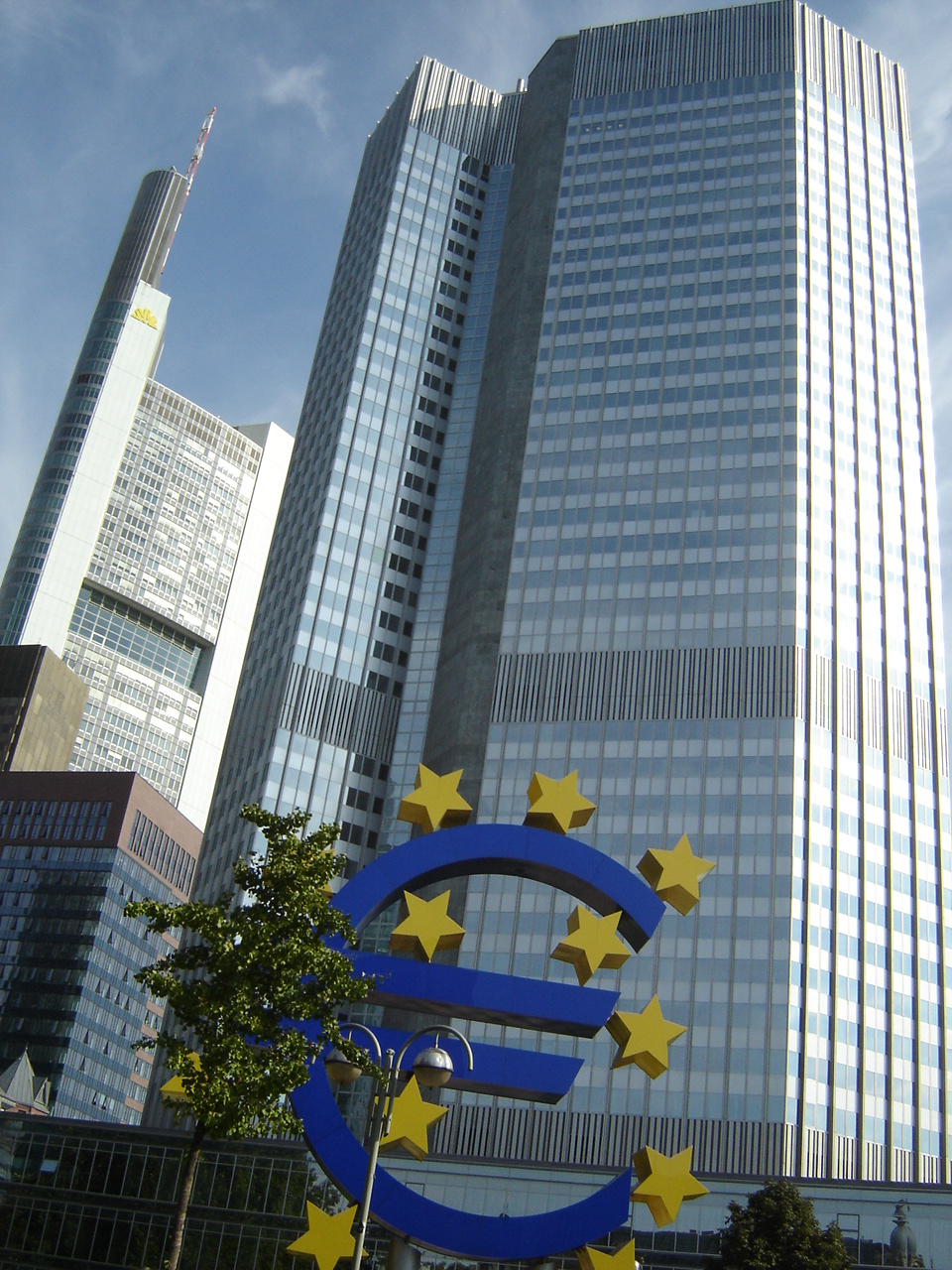
La ex sede della Banca centrale europea a Francoforte.

Nel 1969 de Gaulle si ritira e viene sostituito da Georges Pompidou, il quale rinuncia a una politica eccessivamente intransigente e convoca una Conferenza all'Aja per dimostrare la buona volontà del governo francese: vengono prese le decisioni di allargare la CEE e di definire meglio i regolamenti finanziari, specialmente in rapporto alla politica agricola comune. Quanto alla politica agricola, la CEE sarà costretta, a causa delle fluttuazioni monetarie sempre più ampie e frequenti, ad adottare un sistema di «montanti compensativi», con la funzione di evitare che le fluttuazioni delle monete dei singoli paesi pongano in condizione di vantaggio o svantaggio i produttori.
Nel 1971 si svolgono i negoziati per l'ingresso della Gran Bretagna, riguardanti principalmente l'importazione di latticini neozelandesi, l'integrazione dell'agricoltura inglese nella CEE, e il contributo britannico alle finanze comunitarie. L'integrazione completa è da operarsi, progressivamente, in cinque anni. Così nel 1973, con Irlanda e Danimarca, il Regno Unito entra nella CEE.
Sempre nel 1971, Richard Nixon opera un deciso cambiamento di rotta nella politica americana, svalutando il dollaro e imponendo un aumento dei dazi doganali. I paesi europei, che nella conferenza dell'Aja hanno deciso di portare avanti un comune programma fiscale e monetario, non riescono a dare una risposta efficace. Nel 1972, nel tentativo di bloccare le fluttuazioni monetarie, creano il «serpente nel tunnel», al fine di controllare l'ampiezza delle fluttuazioni – ma in breve tempo solo poche valute, tra cui il marco, rimarranno all'interno del tunnel. Le decisioni prese al vertice di Parigi sul fondo europeo regionale non verranno applicate se non anni dopo, proprio perché alcuni paesi, come l'Italia, maggiori beneficiari di tale ipotetico fondo, non rispettano le regole per la fluttuazione monetaria.
Nell'autunno del 1973 si aggiunge il problema della crisi petrolifera: l'OPEC rincara il prezzo del petrolio e decreta l'embargo per i paesi filo-israeliani – l'industria europea, letteralmente costruita all'insegna di un prezzo del petrolio basso e stabile, subisce un gravissimo danno. I paesi della CEE, dopo qualche tentativo di reazione comune, procedono singolarmente nell'affrontare la crisi: la Francia e il Belgio, per esempio, con un imponente programma di costruzione di centrali nucleari, che libereranno i paesi dalla dipendenza dal petrolio. Valéry Giscard d'Estaing e Helmut Schmidt, ex ministri delle finanze, sostituiscono Pompidou e Willy Brandt, mentre la Gran Bretagna attraversa una forte crisi economica. Si tengono due vertici, a Dublino e Parigi: si rinegozia la quota di contributi britannici alla CEE; si decide per un'assemblea parlamentare elettiva; si cerca una soluzione alla crisi energetica e monetaria, che riduce la crescita del PIL europeo fino alla metà degli anni ottanta e aumenta l'inflazione, che solo nel 1976 comincia a rientrare.
Si riprende anche a discutere di come imbrigliare le fluttuazioni monetarie dopo il fallimento del "serpente". Nasce così il Sistema monetario europeo, fondato sull'ECU, il meccanismo di cambio e la solidarietà finanziaria. L'ECU, unità monetaria di riferimento, è un valore costruito su un paniere nel quale rientrano le monete di tutti i paesi membri ponderate per il peso che le rispettive economie hanno all'interno della CEE. Il meccanismo di cambio prevede che ogni moneta possa fluttuare tra il +2,25% e il –2,25% in rapporto all'ECU preso come valore centrale. I paesi in difficoltà sarebbero stati aiutati dalle banche centrali degli altri. La Gran Bretagna non entrerà nello SME, Italia e Irlanda lo faranno dopo una difficile negoziazione: l'Italia otterrà temporaneamente una banda di oscillazione del 6%.
Il 29 aprile 1976 i partiti cristiani dell'Europa fondano il Partito Popolare Europeo. I partiti nazionali fondatori sono: l'italiana Democrazia Cristiana, gli olandesi Partito Popolare Cattolico, Unione Storica Cristiana e Partito Rivoluzionario, il lussemburghese Partito Popolare Cristiano Sociale, i tedeschi Unione Cristiano-Democratica e Unione Cristiano-Sociale, i francesi Centro Democratico e Unione Centrista del Progresso, i belgi Partito Popolare Cristiano e Partito Sociale Cristiano e l'irlandese Fine Gael.

### Ridimensionamento
La scena comunitaria dei primi anni ottanta è dominata dalla crisi dei rapporti tra la Gran Bretagna e la CEE: il governo conservatore di Margaret Thatcher, eletto nel 1979, pretende di dover contribuire in minor misura alle finanze della politica agricola comune. La CEE, per almeno due anni, si impegnerà a coprire parte del deficit britannico; rimane il problema della politica agricola, che assorbe finanze immense e rende difficile qualunque riforma dell'assetto della comunità.
Nel 1979 viene anche eletto il Parlamento europeo, seppur con diverse modalità che variano da paese a paese. Il parlamento, privo di reali poteri (può respingere il progetto di bilancio del consiglio, come in effetti avvenne, ma il consiglio può continuare a spendere ugualmente) sarà comunque l'organo dal quale usciranno i progetti di riforma e le proposte per la loro attuazione. Partecipa al voto per il primo parlamento europeo il 63% della popolazione europea. Il parlamento risultò essere diviso nel seguente modo: il Gruppo Socialista 133 seggi, il Partito Popolare Europeo 107 seggi, i Democratici Europei 64 seggi, il Gruppo Comunista 44 seggi, il Gruppo Liberale e Democratico 40 seggi, i Democratici Progressisti Europei 22 seggi, i restanti non iscritti 18 seggi, per un totale di 410 seggi.
Importante sotto questo profilo è il contributo di Altiero Spinelli e del suo "Club del coccodrillo", che riuscirà a fare istituire una commissione per studiare una vasta riforma delle competenze del parlamento, dalla quale nascerà un progetto per una nuova ripartizione dei poteri e un nuovo trattato.
Il progetto viene ignorato dai vertici successivi; tali vertici risolvono però il problema dei contributi britannici, trovando un compromesso e concedendo prestiti al disastrato bilancio di Londra. Anche le politiche agricole vengono ridiscusse, soprattutto in relazione al principio del "giusto ritorno", ottenendo così le seguenti riforme:
- eliminazione del sistema dei montanti compensativi;
- riduzione progressiva delle quote latte;
- eliminazione dei rimborsi per i prodotti oltre una determinata quantità;
- nuova politica dei prezzi;
- riduzione o abolizione dei sussidi;
- riduzione delle importazioni di prodotti agricoli.

Oltre alla riduzione della produzione agricola, si approva l'erogazione fondi per sostenere la riduzione programmata dell'industria siderurgica.
Nel 1980 gli olandesi Partito Popolare Cattolico, Unione Storica Cristiana e Partito Rivoluzionario, uniti già in una federazione, si fondono nell'Appello Cristiano Democratico, che presto entrerà nel Partito Popolare Europeo.
Il 1º gennaio 1981 la Grecia fa il suo ingresso nella CEE.
Tra il 14 e il 17 giugno del 1984 si svolsero le elezioni per il secondo rinnovo del Parlamento europeo. L'affluenza alle urne fu del 61%. Il Gruppo Socialista ottenne 130 seggi, il Partito Popolare Europeo 110 seggi, i Democratici Europei 50 seggi, il Gruppo Comunista 41 seggi, il Gruppo Liberale e Democratico 31 seggi, l'Alleanza Democratica Europea 29 seggi, il Gruppo Arcobaleno 20 seggi, le Destre Europee, formato per la prima volta e costituito dal francese Front National, dal tedesco Die Republikaner e dal belga Vlaams Belang, 16 seggi e gli altri non-iscritti 7 seggi, per un totale di 434 seggi.

## L'atto unico europeo
Dalla metà degli anni ottanta si registra l'uscita della CEE dalla crisi economica e dall'instabilità monetaria, nonché la ripresa dell'impegno – da parte di molti paesi – per portare avanti con serietà il processo di integrazione. La commissione, presieduta da Jacques Delors (figura dello stampo di Monnet) prepara un “libro bianco” in cui si elencano i difetti del mercato comune e le soluzioni auspicabili. È infatti evidente che l'integrazione economica non sia stata completata: ci sono ancora barriere finanziarie “di ritorno” sotto forma di sovvenzioni e rimborsi, impedimenti al commercio ottenuti tramite legislazioni in materia sanitaria e controlli non giustificati, il mercato dei servizi e degli appalti pubblici è altamente in contrasto con le norme di un libero mercato.
Nel 1985 si tiene, in un'atmosfera discretamente ottimista e con tante proposte sul tavolo dei negoziati, il vertice di Milano. Su richiesta di Bettino Craxi, Presidente del Consiglio italiano, per la prima volta si vota con un normale voto di maggioranza e non all'unanimità. Grazie a questa decisione – molto criticata ma anche molto elogiata dalla stampa e dal mondo della politica – si approva un progetto per dei futuri trattati sulla cooperazione in politica estera.
Da questa conferenza partono i tentativi, portati avanti con impegno da Delors, per unificare i vari dossier e documenti in un Atto unico europeo in vista dell'Unione, cosa che verrà ottenuta eliminando il voto di maggioranza (che rimane solo per le decisioni relative al mercato comune) e delle disposizioni sull'unione monetaria – queste concessioni eviteranno una rottura con la Gran Bretagna. Tutti i paesi firmeranno l'atto unico nella sua stesura iniziale, anche l'Italia che più si era dimostrata critica e che avrebbe preferito una svolta più decisa in senso federalista. L'atto unico è un passo verso l'integrazione della politica estera, che rimarrà comunque ancora a lungo uno dei punti deboli della comunità.
Per l'applicazione del trattato la commissione si mette in moto e nel giro di tre anni la maggior parte degli obiettivi definiti nel libro bianco sono stati raggiunti; vengono inoltre ridefinite le basi su cui pagare il contributo alla CEE e (ancora una volta) la politica agricola. Si istituisce anche una commissione di studio sull'unione monetaria, presieduta dallo stesso Delors – il suo studio avrà un effetto di accelerazione notevole sull'integrazione fiscale e porterà rapidamente alla definizione di un programma per l'unificazione monetaria. Su questa unificazione monetaria, e in particolare sulla Banca centrale europea, alcuni governi, tra cui quello italiano, faranno molte obiezioni, giustificate dal problema di dover colmare un netto divario istituzionale.
Il 1º gennaio 1986 Spagna e Portogallo entrano nella CEE.
Tra il 15 e il 18 giugno 1989 la popolazione europea è chiamata a votare per il terzo rinnovo del parlamento europeo, dove ha partecipato il 58.50% della popolazione. Il parlamento europeo risulta essere diviso nel seguente modo: Gruppo Socialista 180 seggi, Partito Popolare Europeo 121 seggi, Gruppo Liberaldemocratico e Riformista 49 seggi, Gruppo per la Sinistra Europea 42 seggi, Democratici Europei 34 seggi, Gruppo Verde 30 seggi, Alleanza Democratica Europea 20 seggi, Destre Europee 17 seggi, Gruppo Arcobaleno 13 seggi e gli altri non-iscritti 27 seggi, per un totale di 518 seggi.
Contemporaneamente si affacciava il problema della riunificazione tedesca: Erich Honecker e i dirigenti della DDR erano stati tolti dalla scena e il potere post-comunista non sembrava destinato a durare a lungo; la CEE temeva che la riunificazione portasse la Germania lontano dalla comunità, a interessarsi dei tradizionali affari mitteleuropei; rimaneva, per di più, il problema dell'approvazione da parte della dirigenza sovietica di Gorbačëv. Ma Helmut Kohl, sostenendo la disastrata economia dell'URSS e appoggiando in pieno i progetti di unità monetaria, riuscì a ottenere il consenso sia di Gorbačëv sia della CEE alla riunificazione tedesca.
L'Europa che va verso il trattato di Maastricht è un'Europa che ha finalmente completato l'integrazione dei mercati – grazie anche a una paziente riforma delle leggi dei singoli stati per renderle compatibili con il progetto del “libro bianco” – e che va verso l'integrazione monetaria, nonostante abbia deciso di rinviare la fondazione della Banca centrale europea; è un'Europa che continua a fare i conti con l'opposizione britannica, smorzata ma non messa a tacere dalla caduta della Thatcher. L'Italia, in questa situazione, si caratterizza come un paese che farà enormi sforzi per ridurre il suo disastroso disavanzo di bilancio per poter rientrare nei parametri del futuro trattato.

## I trattati europei

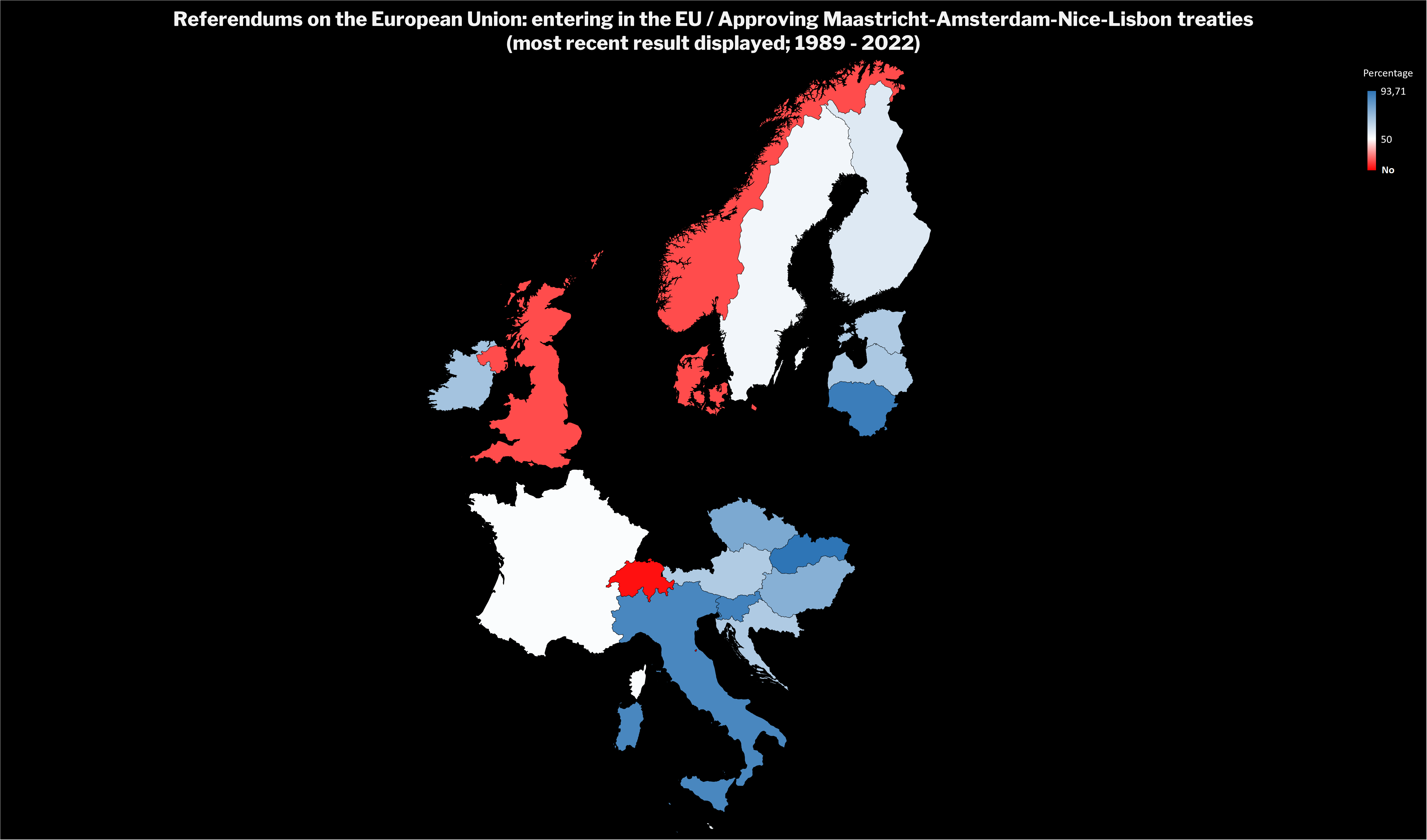
Mappa dei paesi dove si sono tenuti dei referendum riguardanti l'Unione Europea (adesione alla UE o approvazione dei trattati di Maastricht, Amsterdam, Nizza o Lisbona), mostrando il risultato del referendum più recente. (Notare che la Danimarca non approvò il trattato di Maastricht nel 1992: lo approvò l'anno dopo in un nuovo referendum solo dopo la concessione di diversi opt-out)

### Il trattato di Maastricht

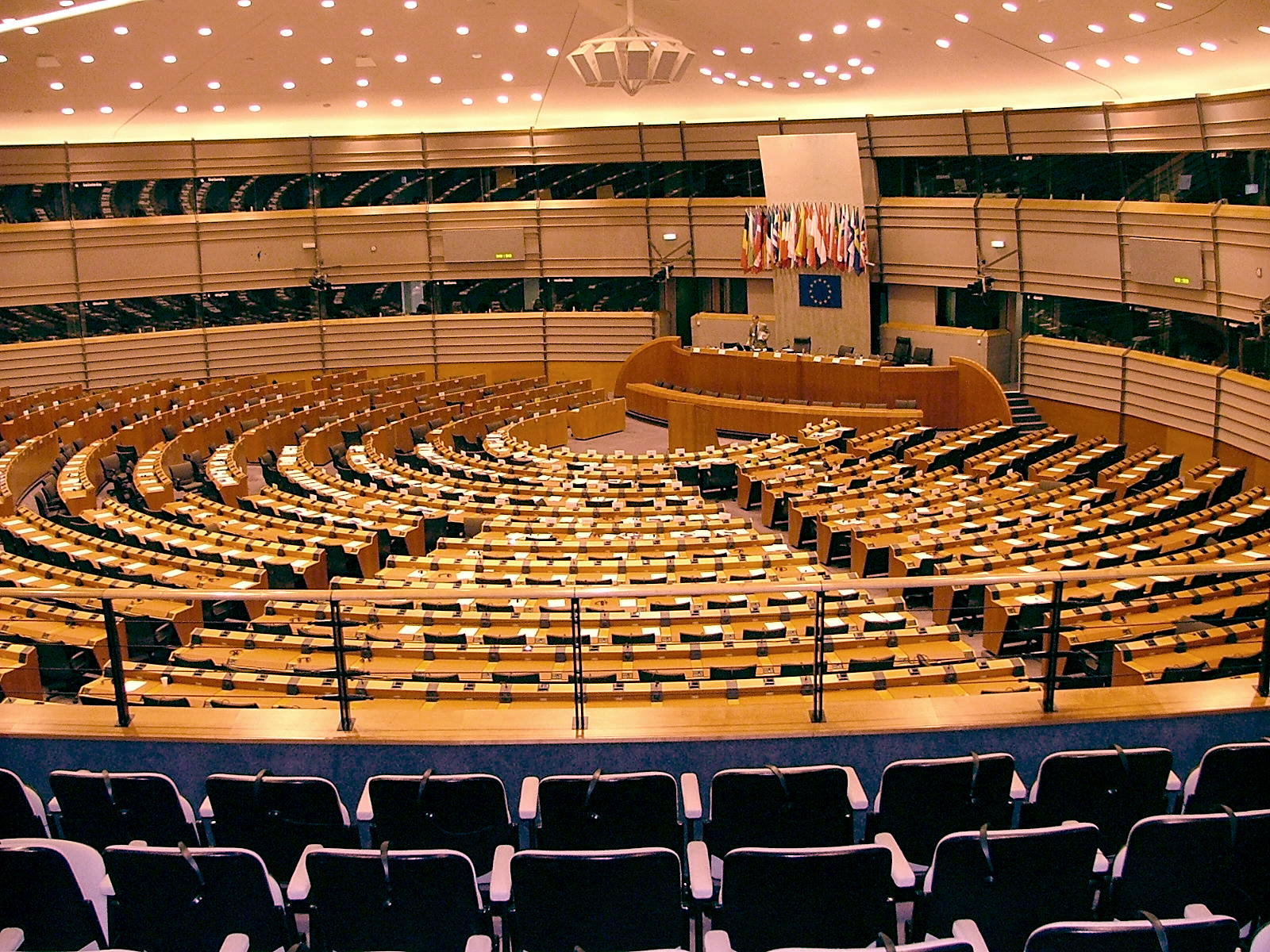
L'emiciclo di Bruxelles del Parlamento europeo.

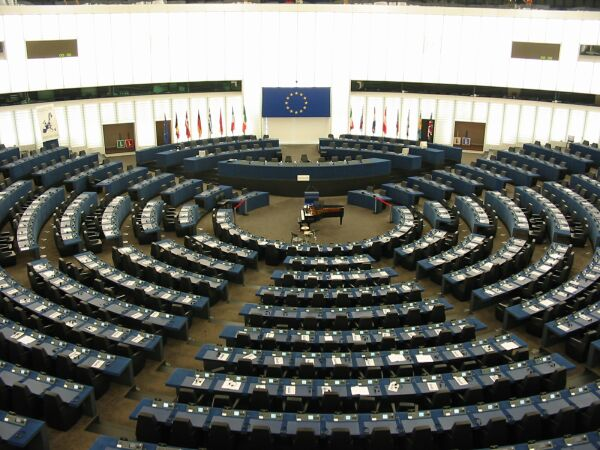
L'emiciclo di Strasburgo del Parlamento europeo.

Il 7 febbraio 1992 viene firmato il Trattato di Maastricht.
Il trattato introduce due politiche di cooperazione nuove: CGAI (giustizia e affari interni) e PESC (politica estera e sicurezza comune); queste si aggiungono alla Comunità europea (risultante delle istituzioni precedenti, CEE, CECA ed EURATOM). Su questa serie di istituzioni si deve fondare l'Unione europea.
Il trattato definisce – come definite d'altra parte negli studi della commissione di Delors – le tappe per l'unificazione monetaria. All'unità monetaria saranno ammessi i paesi che garantiranno stabilità della moneta, bassa inflazione e bassi tassi d'interesse, disavanzo di bilancio inferiore al 3% del PIL e debito pubblico inferiore al 60% del PIL.
L'UE ha competenze più ampie della vecchia CEE e si avvale del principio di sussidiarietà.
La PESC ha come obiettivo quello di portare l'Europa a formulare una politica di difesa comune che in futuro possa anche diventare una difesa comune vera e propria; quello di promuovere la pace internazionale e difendere i valori comuni e gli interessi fondamentali dell'indipendenza europea; inoltre mettere in atto un collegamento fra l'UE e l'UEO.
Il CGAI fissa i parametri per la collaborazione intergovernativa nei settori giudiziari e di polizia.
La cittadinanza europea si aggiunge alla cittadinanza nazionale – è cittadino europeo chiunque sia cittadino di uno degli stati membri.
Con il trattato di Maastricht la forma istituzionale dell'UE raggiunge una certa stabilità, ed è presumibile che manterrà questa forma per un buon periodo di tempo.
A differenza di un usuale stato moderno, l'UE si caratterizza per l'assenza del principio di separazione dei poteri: i poteri, piuttosto che essere divisi fra organi diversi, vengono esercitati in maniera congiunta da più organi. La struttura delle istituzioni è la seguente:
- il Consiglio europeo, che riunisce i capi di governo e di stato dei paesi membri: fissa le linee guida per la politica dell'unione;
- il Consiglio dell'Unione europea, consiglio dei ministri dei paesi d'Europa, la cui composizione varia a seconda dell'argomento da affrontare: agisce entro i limiti stabiliti dal Consiglio Europeo;
- la Commissione europea: è il vero e proprio governo dell'Europa, la cui azione è limitata dalle scelte del Consiglio e dalle clausole dei trattati;
- il Parlamento europeo, eletto a suffragio universale, con limitata capacità legislativa: ha principalmente funzioni di controllo;
- la Corte di giustizia delle Comunità europee: ha il compito di assicurare il rispetto del diritto comunitario e della sua corretta interpretazione.
- la Corte dei conti europea è una corte di giudici fiscali: controlla la correttezza del bilancio della UE;
- il Comitato economico e sociale e il Comitato della CECA: si tratta di organi consultivi di tipo tecnico;
- il Comitato delle regioni: è l'organo di raccordo fra la Commissione e gli enti locali degli stati membri;
- la Banca europea degli investimenti (BEI): banca che cura gli investimenti in settori rilevanti dell'economia pubblica;
- Istituto Monetario Europeo (poi Banca centrale europea), con giurisdizione sulle questioni monetarie e fiscali: una nuova Banca Centrale.

La Commissione è il principale organo esecutivo e propositivo: si preoccupa dell'applicazione dei trattati e dell'esecuzione delle disposizioni legislative (le quali nascono dal rapporto Consiglio-Parlamento-Commissione) ed è costituita da rappresentanti dei paesi membri.
Il potere legislativo dell'Unione prevale sulle legislazioni nazionali e si manifesta in quattro atti giuridici differenti:
- Regolamenti, che si applicano direttamente a stati, istituzioni e cittadini di tutti i membri dell'Unione;
- Decisioni, che hanno la stessa validità del regolamento ma si applicano solo a singoli stati;
- Direttive, obbligano al raggiungimento di un determinato obiettivo ma lasciano agli stati la discrezionalità sui modi per raggiungerli;
- Pareri, che sono indicazioni senza caratteri vincolanti.

La Commissione, inoltre, deve preparare il bilancio annuale e presentarlo al parlamento.
Il Parlamento ha anche l'importante funzione di rappresentare tutti i popoli d'Europa e di esprimere un parere su tutte le proposte della Commissione. Con un voto a maggioranza qualificata può anche costringere la Commissione a dare le dimissioni.
Il Consiglio è al giorno d'oggi un organo permanente, che ha tra le sue funzioni quella di trovare un punto d'equilibrio fra le varie istanze nazionali nel processo decisionale.
Tra il 9 e il 12 giugno 1994 i cittadini europei sono stati chiamati a votare per il quarto rinnovamento del parlamento europeo, dove ha partecipato il 56.80% della popolazione europea. Tuttavia l'anno dopo i cittadini di Austria, Svezia e Finlandia hanno potuto eleggere ulteriori parlamentari. Il Partito del Socialismo Europeo ottenne 198 seggi, il gruppo Partito Popolare Europeo - Democratici Europei 157 seggi, il Partito Europeo dei Liberali, Democratici e Riformatori 43 seggi, il gruppo di estrema-sinistra 28 seggi, il gruppo conservatore 27 seggi, il gruppo Unione per l'Europa delle Nazioni 27 seggi, i Verdi Europei - Alleanza Libera Europea 23 seggi, l'Alleanza Radicale Europea 19 seggi, il gruppo dei partiti euro-scettici 19 seggi e gli altri non-iscritti 27 seggi.
Il 1º gennaio 1995 Austria, Svezia e Finlandia entrano nell'Unione europea.

### I nuovi trattati
La storia dell'integrazione europea non si è fermata con la firma del Trattato di Maastricht.
Alla fine degli anni novanta si assiste al tentativo di "andare oltre Maastricht": i paesi membri sono consapevoli della necessità di approfondire l'integrazione, soprattutto nei due nuovi "pilastri" introdotti appunto con il Trattato che ha visto nascere l'UE.
La storia vede un tentativo di revisione generale (già previsto alla firma di Maastricht), riuscito parzialmente nel 1997 con l'approvazione del Trattato di Amsterdam. Le innovazioni contenute vanno in direzione di rafforzare l'unione politica, con nuove disposizioni nelle politiche di Libertà, sicurezza e giustizia, compresa la nascita della cooperazione di polizia e giudiziaria in materia penale, oltre all'integrazione degli Accordi di Schengen. Altre disposizioni chiarificano l'assetto della Politica estera e di sicurezza comune, con la quasi-integrazione dell'UEO, mentre viene data una rinfrescata (insufficiente) al sistema istituzionale, in vista dell'adesione dei nuovi membri dell'est.
Proprio l'insoddisfazione in questo campo, spinge i capi di Stato e di governo a prospettare subito un'ulteriore modifica del sistema istituzionale "prima che l'Unione conti venti membri".
La trattativa si traduce in un mezzo fallimento: nel Trattato di Nizza del 2001 vengono adottate le disposizioni "minime" che permettano alle istituzioni (pensate per 6 membri) di funzionare a 27 membri: nuova ponderazione dei voti nel Consiglio dell'Unione europea, modifica della composizione della Commissione europea, estensione della procedura di codecisione e modifica del numero di deputati al Parlamento europeo per ogni Stato membro, estensione del voto a maggioranza qualificata per una trentina di nuovi titoli.
Il Consiglio europeo fa però propria la Dichiarazione di Laeken fa partire un dibattito più ampio e più approfondito sull'avvenire dell'Unione europea che sfocia nella Convenzione europea.
Intanto il Partito Popolare Europeo si apre ai partiti liberali e conservatori, infatti il 1998 vede l'entrata in esso dello spagnolo Partito Popolare e dell'italiana Forza Italia.

### L'euro
Nel 1999, 11 degli allora 15 paesi membri dell'Unione europea, facenti parte del Sistema Monetario Europeo, hanno adottato una moneta unica: l'euro.
Tra il 10 e il 13 giugno 1999 i cittadini europei sono stati chiamati a votare per il quinto rinnovo del parlamento europeo, dove ha partecipato il 49.80% della popolazione europea. Il gruppo Partito Popolare Europeo - Democratici Europei ottiene 233 seggi, il Partito del Socialismo Europeo 180 seggi, l'Alleanza dei Democratici e dei Liberali per l'Europa 50 seggi, il gruppo I Verdi/Alleanza Libera Europea, costituito dalla Federazione Europea dei Partiti Verdi e dall'Alleanza Libera Europea, 48 seggi, il gruppo Sinistra Unitaria Europea - Sinistra Verde Nordica 42 seggi, l'Unione per l'Europa delle Nazioni, il gruppo conservatore, 31 seggi, l'Europa delle democrazie e delle differenze, costituito per l'occasione dal danese Movimento di Giugno, dai francesi Chasse, Pêche, Nature, Traditions e Combattenti per la Sovranità, dall'olandese ChristenUnie, dal Partito di Indipendenza del Regno Unito, dalla Lega delle Famiglie Polacche e dall'italiano Partito euro-scettico, 16 seggi e gli altri non iscritti 8 seggi, per un totale di 626 seggi.
Nel 2000 La Margherita, nata dall'unione del Partito Popolare Italiano, Rinnovamento Italiano e I Democratici, entra nel Partito Popolare Europeo.
Nel 2001, con la Grecia, i Paesi dell'eurozona sono diventati 12.
Le monete e banconote denominate in euro hanno incominciato a circolare nel 2002.
Invece tra il 31 gennaio e il 1º febbraio si costituisce l'Alleanza della Sinistra Verde Nordica dal danese Partito Popolare Socialista, dal finlandese Alleanza di Sinistra, dall'islandese Sinistra-Movimento Verde, dal norvegese Partito di Sinistra Socialista e dallo svedese Partito di Sinistra.
Il Partito della Sinistra Europea nasce a Roma, l'8 e 9 maggio 2004, con un congresso fondativo che vede la partecipazione di oltre 300 delegati in rappresentanza di 16 formazioni politiche di sinistra, comuniste, socialiste e rosso-verdi di tutta Europa, ai quali in seguito si aggiungeranno altri due partiti, quali il Partito Comunista d'Austria, il Partito Comunista belga, il Partito del Socialismo Democratico ceco, il Partito della Sinistra Estone, il Partito Comunista Francese, il Partito della Sinistra tedesco, la Coalizione greca, il Partito della Rifondazione Comunista italiano, La Sinistra lussemburghese, il Blocco di Sinistra portoghese, il Partito dell'Alleanza Socialista rumeno, Rifondazione Comunista Sammarinese, gli spagnoli di Sinistra Unita, Partito Comunista di Spagna e Sinistra Unita e Alternativa, il Partito Svizzero del Lavoro, il Partito del Lavoro Ungherese e il Partito della Libertà e della Solidarietà turco. Nel congresso viene eletto presidente all'unanimità Fausto Bertinotti. Il congresso rappresenta il culmine di due anni di incontri preparatori per costruire una proposta condivisa di statuto e manifesto, e viene convocato dopo che a Berlino, nel gennaio dello stesso anno, era stato lanciato l'appello per la fondazione del partito, in un meeting ospitato dal PDS in occasione dell'anniversario dell'uccisione di Rosa Luxemburg. Ma la proposta della costruzione di un soggetto politico che riunisse la sinistra antagonista e di alternativa continentale era già dibattuta da diversi anni, e ha trovato nuovo impulso grazie alla spinta dei movimenti e all'esperienza dei social forum europei.
Nell'aprile 2004, nel corso di riunioni tra i rappresentanti di alcuni partiti membri del Partito Popolare Europeo, per iniziativa di François Bayrou, presidente dell'Unione per la Democrazia Francese, e di Francesco Rutelli, presidente della Margherita, vengono gettate le basi per costruire insieme un nuovo partito europeo, europeista, né conservatore né socialista, in aperta dissidenza con il PPE, di cui denunciano la deriva conservatrice ed euroscettica e l'abbandono dei valori originari, come il federalismo europeo e l'economia sociale di mercato. Il 17 giugno 2004 François Bayrou e Francesco Rutelli annunciano, in una conferenza stampa congiunta al Parlamento europeo, che fonderanno un nuovo partito europeo sul modello statunitense dal nome Partito Democratico Europeo. Nel corso dell'assemblea generale costitutiva del 13 luglio 2004 Romano Prodi, allora presidente uscente della Commissione Europea, viene nominato presidente onorario del PDE, mentre François Bayrou e Francesco Rutelli assumono la presidenza. Marielle de Sarnez viene nominata segretario generale. Il 9 dicembre 2004 si svolge a Bruxelles il Congresso costitutivo del Partito Democratico Europeo. Oltre all'Unione per la Democrazia Francese e alla Margherita vi aderiscono il Movimento belga dei Cittadini per il Cambiamento, il ceco Patto del Cambiamento, il cipriota Partito Europeo, il lituano Partito Laburista, lo spagnolo Partito Nazionalista Basco e l'Alleanza Popolare dei Democratici Sammarinesi.
Nel 2007, con la Slovenia, i Paesi dell'eurozona sono diventati 13.
Nel 2008, anche Cipro e Malta hanno adottato la divisa comune: l'eurozona contava 15 paesi.
Nel 2009, con l'ingresso della Slovacchia, i Paesi dell'eurozona erano 16.
Anche l'Estonia, nel 2011 ha fatto il suo ingresso nell'eurozona, nel 2014 la Lettonia e nel 2015 la Lituania. Ora l'eurozona conta 19 membri.

### L'allargamento dell'UE
Nel 2004, è avvenuto un fatto di portata storica: la fine della divisione tra Europa occidentale ed Europa orientale è stata formalmente sancita, a 15 anni dalla caduta del muro di Berlino, dall'ingresso nell'Unione europea di 7 paesi dell'ex blocco sovietico (Estonia, Lettonia, Lituania, Polonia, Repubblica Ceca, Slovacchia e Ungheria), più Cipro, Malta e Slovenia. L'adesione formale è avvenuta grazie al Trattato di Atene.
Nel 2007 un nuovo allargamento ha portato all'ingresso di Romania e Bulgaria nella Ue, attraverso il Trattato di Lussemburgo. Dal 1º luglio 2013 anche la Croazia è entrata a far parte dell'Unione Europea.
Macedonia del Nord e Turchia sono invece i paesi che hanno avviato trattative ufficiali per l'adesione all'Unione e che sono quindi candidati all'ingresso nella stessa, pur non essendo stata ancora determinata una data certa di adesione; per quanto riguarda la Turchia, poi, l'adesione all'UE è subordinata al rispetto di requisiti particolari e, comunque, non è prevista prima del 2014. Il 16 luglio 2009 anche l'Islanda ha chiesto di aderire all'Unione europea, richiesta poi ritirata il 12 marzo 2015.

## La Costituzione europea

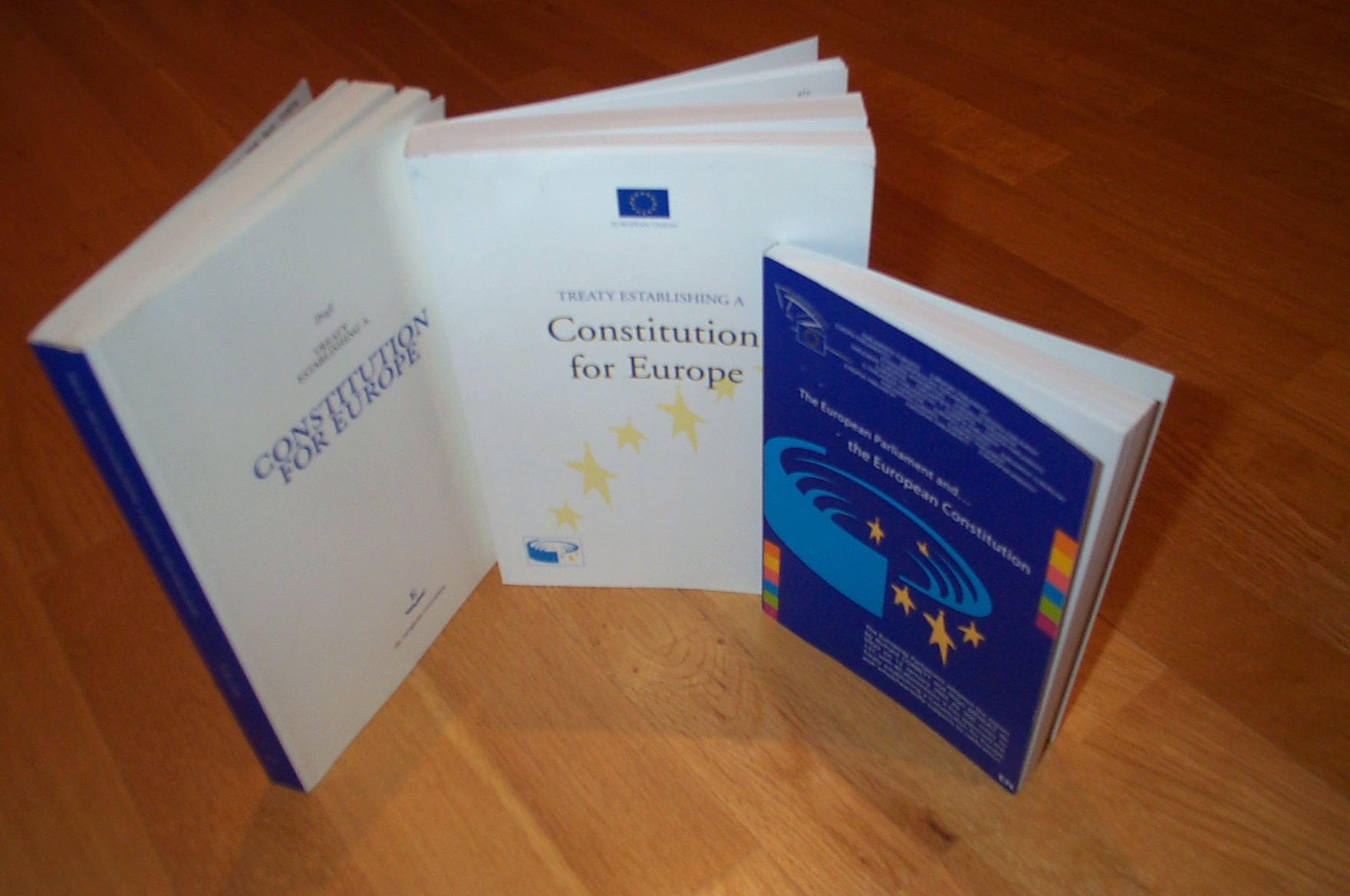
Versioni del Trattato che istituisce una costituzione per Europa nella lingua inglese, pubblicata da Unione Europea per grande pubblico. Da sinistra a destra: la brutta copia dalla convenzione europea; la versione intergovernativa completa di congresso (testo come firmato dai plenipotenziari da ratificare) con i protocolli e gli annessi; la versione ridotta con la risoluzione del Parlamento Europeo dell'approvazione, ma senza i protocolli e gli annessi, per gli ospiti al Parlamento Europeo. Le versioni in altre lingue comunitarie inoltre sono state pubblicate.

L'Allargamento, che ha portato l'UE da 15 a 28 stati membri, ha posto la necessità di una revisione dell'assetto istituzionale dell'Unione. La Convenzione europea - a tale scopo convocata - ha così portato alla stipula del Trattato che istituisce una Costituzione per l'Europa: un fatto di grande importanza che imprime uno slancio verso un ulteriore coordinamento delle politiche, ma che in realtà non crea uno Stato federale né una confederazione, poiché il termine costituzione implica la volontà "costituente" di un sistema basato su una comunità di diritto.
Il testo approvato dalla Convenzione europea altro non è che un trattato internazionale: con lo stesso non viene istituito un nuovo Stato federale né vengono privati i singoli stati membri della loro identità nazionale.
Questo aspetto è stato sottolineato anche da alcuni dei membri della stessa Convenzione: Giuliano Amato, vicepresidente della Convenzione europea, ha infatti dichiarato che la scelta del titolo di "Trattato che adotta una costituzione per l'Europa" non è stata delle più felici ed è, anzi, fuorviante della vera natura del trattato.
Critiche alla Costituzione europea vengono poi da più parti: alcuni, come ad esempio i partiti micronazionalisti, rifiutano a priori questo come qualunque altro testo che comporti una maggiore integrazione degli stati a livello sovranazionale. Per il motivo opposto, c'è chi invece, come ad esempio i movimenti federalisti, vede il testo adottato solo come un primo passo nella direzione di una vera costituzione, considerando l'attuale testo solo come unione e blanda evoluzione dei trattati preesistenti: un testo che avrebbe il difetto di limitarsi a descrivere l'esistente senza spingersi nella definizione di un nuovo ordinamento politico.
I lavori della Convenzione si aprono ufficialmente il 28 febbraio 2002 e si chiudono il 10 luglio 2003.

## Il Trattato di Lisbona

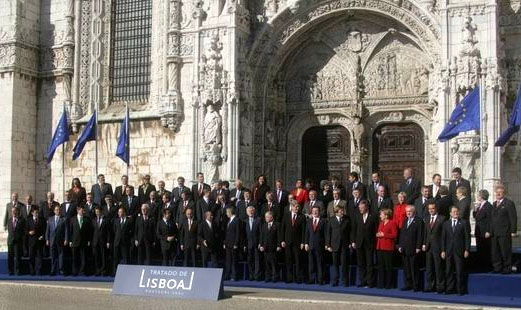
I plenipotenziari dei 27 dopo la firma del Trattato di Lisbona.

La Costituzione europea però non entrerà mai in vigore: il processo di ratifica si è interrotto quando il 54,7% dell'elettorato francese ha scelto di non sottoscrivere il Trattato.
In seguito al "No" espresso, tramite referendum, da Francia e Paesi Bassi all'attuazione della Costituzione Europea, nel 2005, i membri fondatori dell'Alleanza dei Democratici Indipendenti in Europa hanno deciso di dotarsi di una struttura di cooperazione di scambio per rappresentare "un'altra Europa", alternativa alla tecnocrazia che viene definita "incapace di fronteggiare le sfide del secolo". È contrario alla creazione di una democrazia europea sovranazionale (obiettivo considerato "impossibile"). I partiti membri sono il ceco Democratici Indipendenti, il francese Movimento per la Francia, il greco Raggruppamento Popolare Ortodosso, il polacco Lega delle Famiglie Polacche e il nord-irlandese Voce unionista tradizionale. Esperienza che si concluderà il 31 dicembre 2008.
La risposta è stato un "periodo di riflessione" durato due anni in cui si è cercato di "elaborare il lutto" e di capire come uscire dalla crisi. Il bandolo della matassa è stato sbrogliato da Angela Merkel che ha impostato la sua presidenza (strategica perché immediatamente successiva all'elezione del nuovo capo di Stato francese Nicolas Sarkozy) con l'obiettivo di far "rivivere" la costituzione.
Il risultato è arrivato al vertice di Bruxelles tra il 21 e il 23 giugno 2007 nel quale si è arrivati a un accordo sul nuovo Trattato di riforma. L'accordo recepisce gran parte delle innovazioni contenute nella Costituzione, anche se con alcune modifiche per togliere il carattere costituzionale al testo e meccanismi per alcuni paesi di "chiamarsi fuori" da politiche comuni.
Dopo una Conferenza intergovernativa lampo si prevedeva la firma del trattato entro l'anno con un breve periodo di ratifica (in prevalenza con metodo parlamentare) in modo da fare entrare in vigore il nuovo trattato entro le elezioni europee del 2009. Il no dell'Irlanda al primo referendum del 12 giugno 2008 ha ritardato il processo, sbloccato con il sì al secondo referendum del 2 ottobre 2009. Il Trattato è entrato in vigore il 1º dicembre 2009.

### Novità del Trattato

#### Cooperazione strutturata permanente (PESCO; dal 2017)

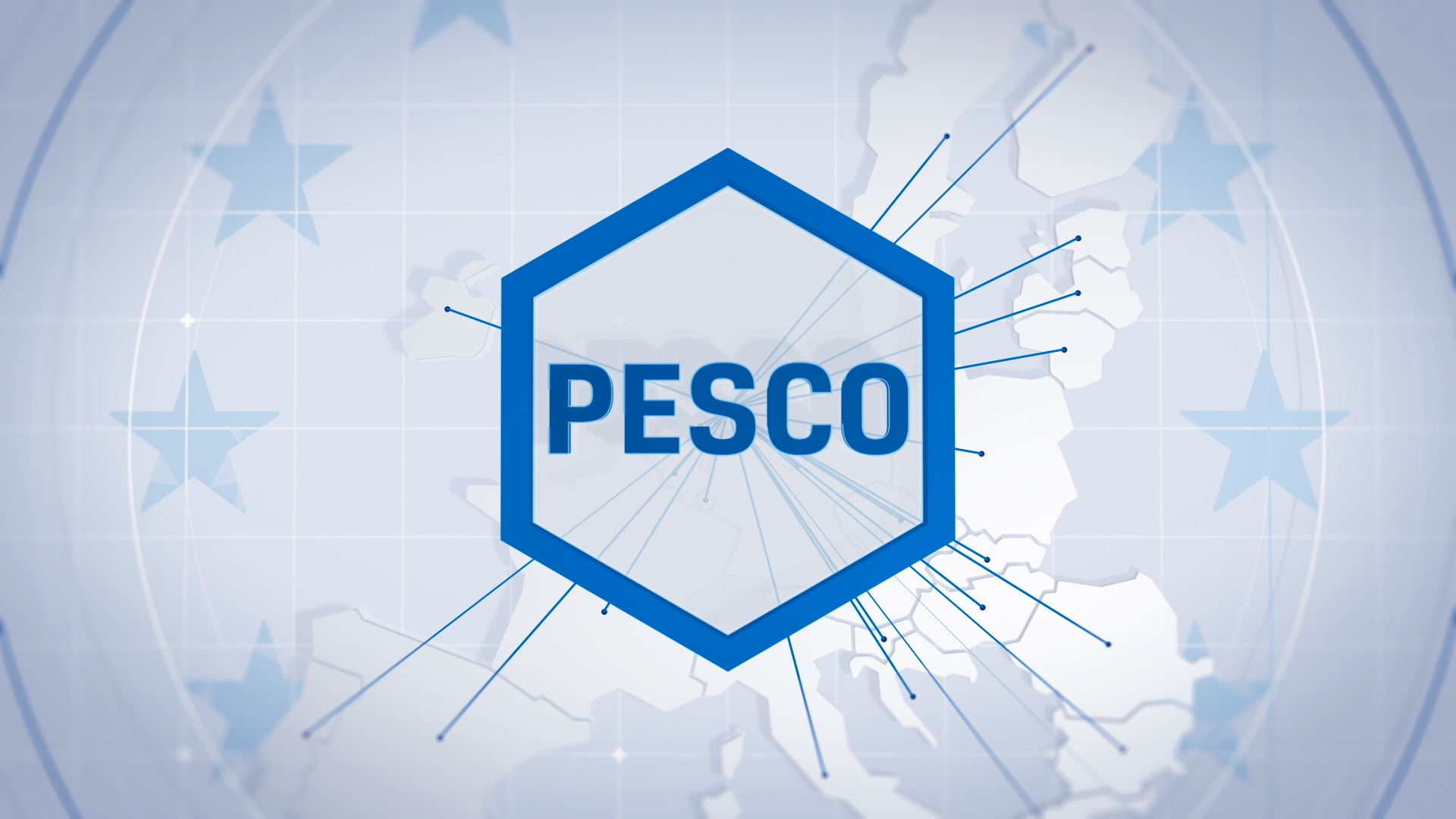
Logo della PESCO

Dal 2017-2018 è stata avviata la cooperazione rafforzata, introducendo la Cooperazione strutturata permanente (PESCO, prevista dall'Art. 42.6 del Trattato di Lisbona stesso) in ambito militare e scientifico, con molti gruppi di progetti creati e portati avanti da gruppi di paesi UE di volta in volta.

## Altre cooperazioni europee

### Comunità Politica Europea (EPC; dal 2022)

Logo della EPC

In seguito all'invasione russa dell'Ucraina nel febbraio 2022, il presidente francese Macron ha proposto e delineato una comunità più "politica" che offra un percorso alternativo di integrazione europea ai paesi dell'est Europa. Fanno parte della nuova CPE tutti i paesi geograficamente europei (inclusi quelli non facenti parte né della UE, né dello Spazio economico europeo), tranne russia e Bielorussia, che sono stati deliberatamente esclusi.

Dopo il primo vertice dell'ottobre 2022, si è deciso di tenerne due all'anno, uno in un paese della UE e un altro in un paese extra-UE.

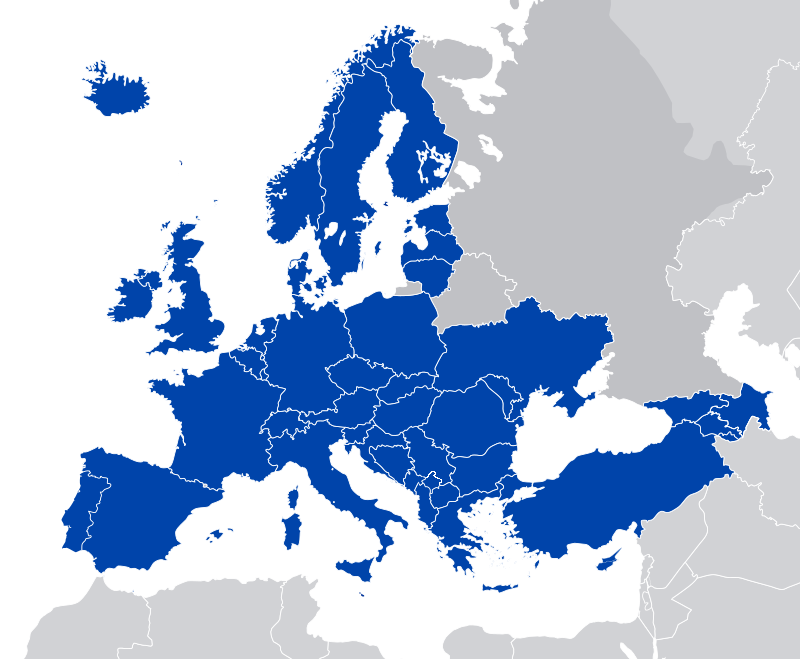
Paesi aderenti della CPE nata nel 2022.
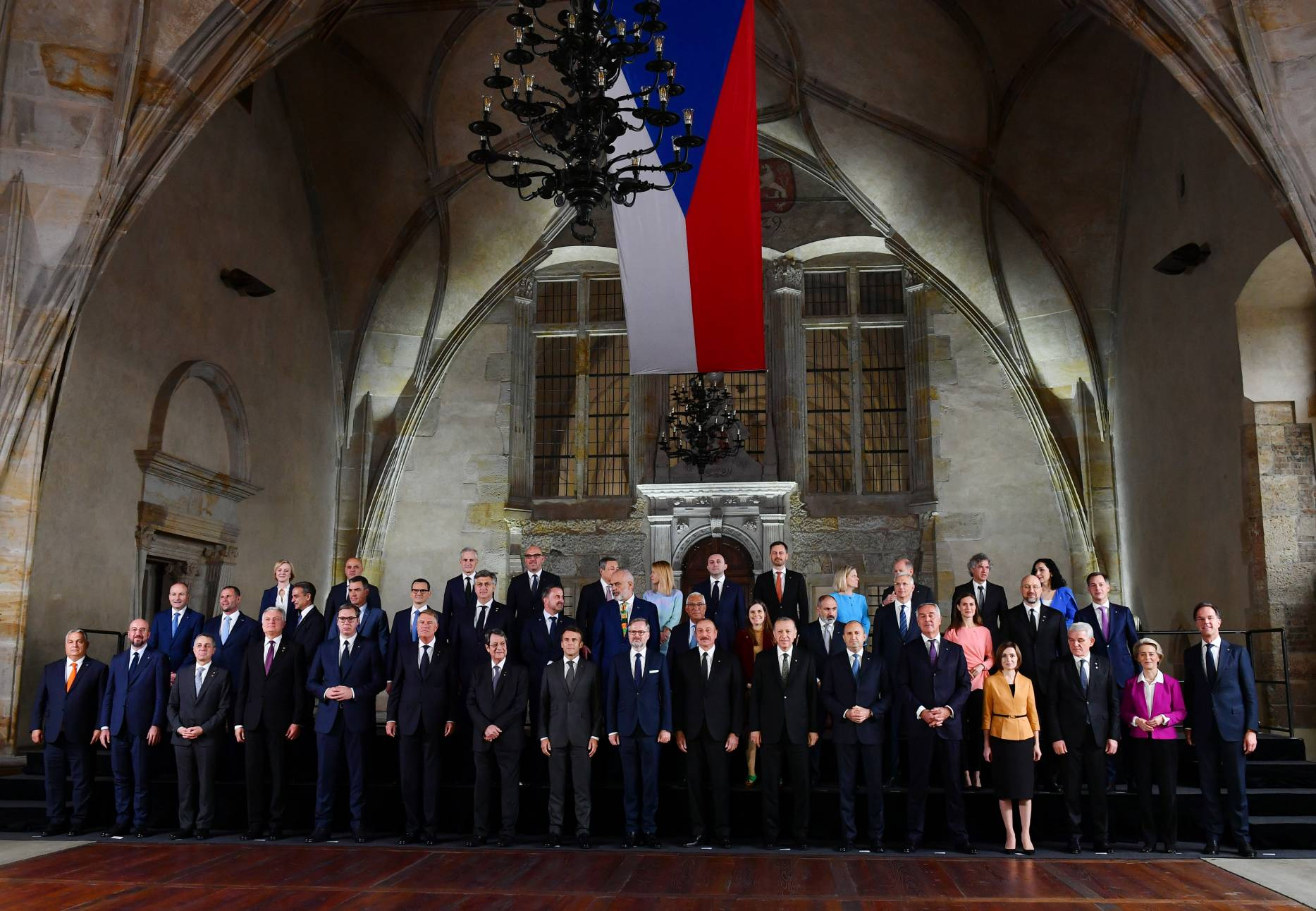
Primo incontro della CPE a Praga nell'ottobre 2022.